# Biak jezik
Biak jezik (ISO 639-3: bhw; biački jezik, biak-numfor, mafoor, mafoorsch, mefoor, myfoorsch, noefoor, noefoorsch, nufoor), austronezijski jezik zapadnonovogvinejske skupine, kojim govori 30 000 ljudi (2000 S. Wurm) na otocima Biak, Numfor i Mapia, i brojnim otočićima istočno i zapadno od poluotoka Vogelkop (Bird's Head) u Indoneziji. 
Na tom prostoru razvili su se brojni dijalekti, viz.: ariom, bo’o, dwar, fairi, jenures, korim, mandusir, mofu, opif, padoa, penasifu, samberi, sampori (mokmer), sor, sorendidori, sundei, wari, wadibu, sorido, bosnik, korido, warsa, wardo, kamer, mapia, mios num, rumberpon, monoarfu i vogelkop. Biački jezik s jezicima dusner [dsn] i meoswar [mvx] čini biačku podskupinu skupine Cenderawasih Bay

## Vanjske poveznice
- Ethnologue (14th)
- Ethnologue (15th)